# Cathy Justice
Cathy Leigh Justice (nascida Comer; Beckley, 28 de janeiro de 1953) é uma educadora estadunidense que serviu como primeira-dama da Virgínia Ocidental de 2017 a 2025, e atua como membro do Departamento de Educação da Virgínia Ocidental [en] desde 2024. Seu marido, o ex-governador do estado Jim Justice, é agora um senador dos Estados Unidos pela Virgínia Ocidental.

## Biografia

### Primeiros anos e formação acadêmica
Cathy Leigh Comer, filha única de Thomas Leigh e Virginia Ruth Comer, nasceu em Beckley, no interior do estado da Virgínia Ocidental, e cresceu em Prosperity, cidade também localizada no interior do estado.
Licenciou-se na Woodrow Wilson High School [en] em 1970, onde conheceu o seu futuro marido, Jim Justice. Mudou-se para a cidade de Huntington, também no interior do estado da Virgínia Ocidental, para dedicar-se aos estudos. Na Universidade Marshall, obteve um diploma de especialista em ensino secundário.

### Carreira
Justice foi presidente da Comer Electric, Inc., uma empresa fundada pela sua família, e foi membro do conselho de administração do First National Bank em Ronceverte durante cinco anos.
Também atuou por um período como professora substituta nas escolas do condado de Raleigh e em um programa de leitura local para alunos do ensino básico. Envolveu-se em programas do ensino básico afiliados à sua igreja local, continuando a sua dedicação ao apoio aos jovens alunos.
Justice tornou-se a primeira-dama da Virgínia Ocidental quando o seu marido, o Governador Jim Justice, tomou posse em 16 de janeiro de 2017. Celebrou o Mês da História da Mulher [en] com um discurso transmitido pela televisão em 8 de março de 2017. No seu discurso, Justice reconheceu uma série de mulheres da Virgínia Ocidental que fizeram a diferença no estado, como a romancista Pearl S. Buck, a atriz Jennifer Garner e a jogadora de basquetebol Vicky Bullett [en].

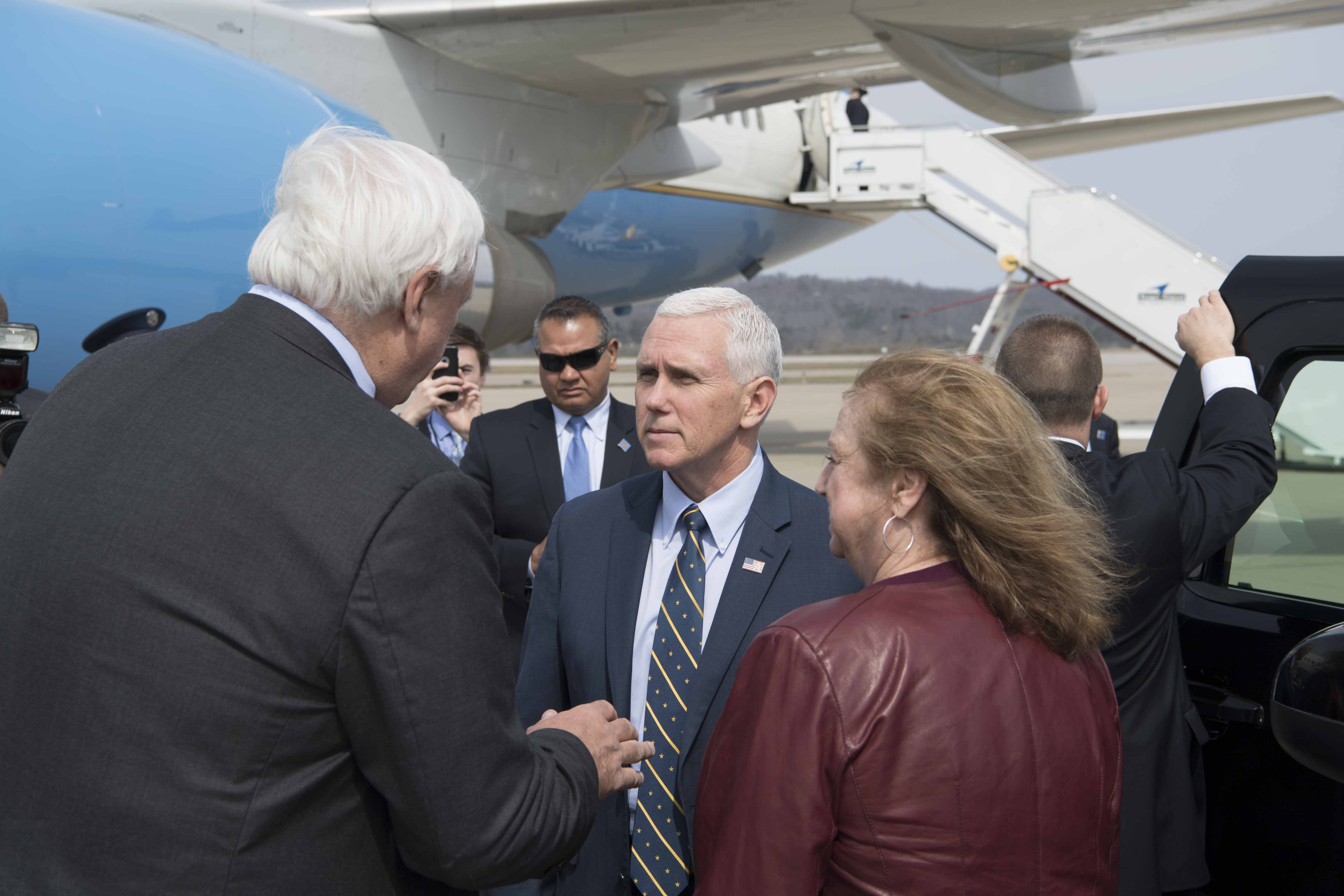
Jim e Cathy Justice em encontro com o então vice-presidente Mike Pence em março de 2017.

Em 2018, Justice lançou o programa Communities In Schools [en] (CIS) em todo o estado. Este programa de prevenção do abandono escolar foi projetado para apoiar alunos em risco e cresceu rapidamente sob sua liderança, expandindo-se para 285 escolas em todos os 55 condados da Virgínia Ocidental. Essa conquista fez da Virgínia Ocidental o único estado com um programa CIS em todos os condados.
Justice iniciou o programa Friends With Paws, que colocou cães de terapia [en] certificados em escolas de toda a Virgínia Ocidental. Mais de quarenta cães de terapia foram destacados para dar apoio emocional e companhia aos alunos, melhorando o ambiente escolar e ajudando as crianças a gerir o estresse.
Em novembro de 2024, Justice foi nomeada para um mandato de nove anos no Departamento de Educação da Virgínia Ocidental [en] pelo seu marido, o governador Jim Justice. Esta nomeação, que se seguiu à sua vitória numa corrida para o Senado dos Estados Unidos, preencheu o lugar no conselho anteriormente ocupado por Daniel Snavely. O governador Justice destacou a vasta experiência de Cathy e dedicação aos programas para jovens, afirmando que as suas qualificações faziam dela a candidata ideal para o papel.

## Vida pessoal

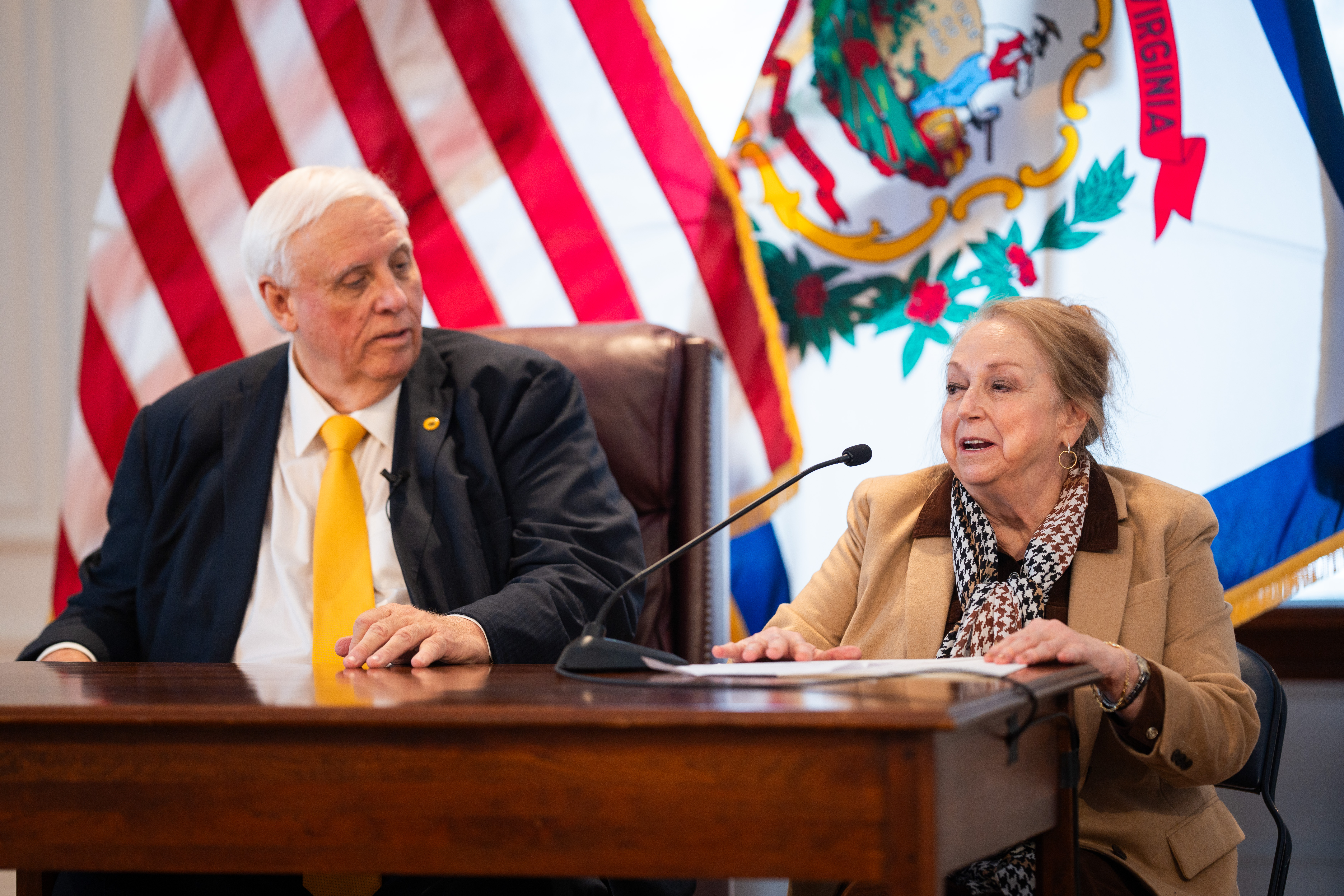
Jim Justice e Cathy Justice em 2025.

Justice e o seu marido Jim residem em Lewisburg, na Virgínia Ocidental. A família optou por não residir na Mansão do Governador da Virgínia Ocidental [en]. O casal tem dois filhos.

### Jurídico
No mês de julho de 2021, o Carter Bank & Trust, uma empresa bancária, perseguiu Jim e Cathy Justice por um incumprimento de um empréstimo de 58 milhões de dólares, com base em garantias assinadas pelo casal. A empresa apresentou pedidos de indemnização de milhões de dólares com base em incumprimentos do The Greenbrier Sporting Club e do Oakhurst Club. O casal realizou um acordo confidencial com o banco do valor que foi pago para encerra o processo.